# William Feller
William Feller (croat: Vilibald Srećko Feller)  (Zagreb, 7 de juliol de 1906 - Nova York, 14 de gener de 1970), conegut en croat com Vilim Feller i en anglès com Willy Feller, va ser un matemàtic, nascut a l'actual Croàcia i que va treballar als Estats Units.
Feller va néixer a Zagreb, fill d'un jueu, propietari d'una próspera empresa química, i d'una mare católica. Va estudiar a la universitat de Zagreb, en la qual es va graduar el 1925, i a la universitat de Göttingen, en la qual es va doctorar el 1926 (amb només vint anys) amb una tesi dirigida per Richard Courant. Va estar dos anys més a Göttingen abans de ser nomenat professor de la universitat de Kiel. En arribar Hitler al poder el 1933, i com que no volia acatar les disposicions nazis, va marxar a Copenhaguen, on va romandre un any, i a la universitat d'Estocolm, on va romandre fins al 1939. Durant aquesta estança a Suècia es va casar amb Clara Nielsen. A partir de 1939 va viure als Estats Units on va ser professor successivament de les universitats de Brown (1939-1945), Cornell (1945-1950) i de Princeton (1950-1970). Va morir el 1970 a Nova York.
Els treballs de recerca de Feller van versar sobre teoria de la probabilitat utilitzant l'aproximació teòrica de Kolmogórov. La seva obra més important va ser An Introduction to Probability Theory and Its Applications (1950, primer volum; 1966, segon volum), un llibre clàssic en la matèria que va ser traduït a nombrosos idiomes i que encara es reedita. A més, va publicar una vintena llarga d'articles científics.